# Prymusowa Wola (osada leśna)
Prymusowa Wola – osada leśna w Polsce położona w województwie łódzkim, w powiecie opoczyńskim, w gminie Sławno.
W latach 1975–1998 miejscowość administracyjnie należała do województwa piotrkowskiego.